# Echinocodon
- Commons
- Wikispecies

Echinocodon é um gênero botânico pertencente à família Campanulaceae.